# Христо Маевски
Христо Съйков (Сейков) Маевски е български опълченец-поборник и благодетел, съратник на Васил Левски.

## Биография
Роден е през 1850 година в с. Голям извор, Тетевенско.
Участва в националноосвободителните борби, съратник е на Васил Левски и член на Вътрешната революционна организация. През Руско-турската война се присъединява към румънската армия. Братята на Христо – Доко и Стоян, също са революционери, като Доко Маевски е бил заточеник в рудниците Аргана Мадени в Диарбекир от 1873 до 1876 година.
На 25 януари 1881 година тетевенският епархийски свещеник А. Българов венчава Христо Маевски с Дина Станчова, техен кум е Станьо Врабевски. Младото семейство се премества в София и през 1906 година придобива къща с двор на бул. „Клемент Готвалд“, днес бул. „Евлоги и Христо Георгиеви“. Раждат им се три дъщери: Анка, родена на 12 октомври 1896 г.; Иванка, родена на 14 септември 1898 г. и Мария, родена на 29 октомври 1899 г.
След Освобождението е заместник-кмет на София.
Умира през 1933 година. Погребан е в Парцел 27 на Софийски централни гробища. На сградата на бул. „Христо и Евлоги Георгиеви“ № 141, където е бил домът му, е поставена паметна плоча.
През 2017 година плоча е поставена и в центъра на с. Голям извор в памет на брата на Христо – Доко Съйков Маевски.